# Mike Watt
Michael David Watt, detto Mike (Portsmouth, 10 dicembre 1957), è un bassista, cantante e compositore statunitense.
È stato il fondatore dei gruppi Minutemen e Firehose.
Dal 2003 fa parte anche della formazione riunita del gruppo The Stooges, e dei Banyan, gruppo art rock, e di altri progetti post Minutemen.

## Discografia solista
- 1995 - Ball-Hog or Tugboat?
- 1997 - Contemplating the Engine Room
- 2004 - The Secondman's Middle Stand
- 2010–2011 - Hyphenated-Man